# Артишта (Краснобродський міський округ)
Артишта́ (рос. Артышта) — селище у складі Краснобродського міського округу Кемеровської області, Росія.

## Населення
Населення — 2780 осіб (2010; 3169 у 2002).